# Grumman G-118
O Grumman G-118 (às vezes chamado de XF12F , embora isso nunca tenha sido oficial) foi um projeto para uma aeronave interceptora armada com mísseis para uso em porta-aviões da Marinha dos Estados Unidos . Originalmente concebido como um F11F Tiger aprimorado , ele logo evoluiu para um projeto maior e mais poderoso. Embora dois protótipos tenham sido encomendados em 1955, o desenvolvimento foi cancelado no mesmo ano em favor do F4H Phantom II antes que quaisquer exemplos fossem construídos. O próximo (e último) para uso em porta-aviões da Grumman seria o F-14 Tomcat , encomendado em 1968.

## Design
O design consistia em um caça supersônico para todos os climas, com dois lugares, Bimotor e baseado em porta-aviões.Possuía asa com empenagem de 45 graus em "T" e trem de pouso triciclo. Para a ejeção, a tripulação em tandem era encapsulada e ejetada para baixo. Ele também apresentava um sistema de controle de camada limite para melhorar o manuseio em baixa velocidade.
O G-118 seria equipado com dois motores J79-GE-3, com acomodações para os motores J79-GE-207 mais potentes, cada um produzindo 18.000 lbf de empuxo pós-combustão. Semelhante ao contemporâneo Vought XF8U-3 Crusader III , ele foi projetado com um motor de foguete adicional movido a combustível líquido e regulável usando uma mistura de combustível JP-4 e oxidante de peróxido de hidrogênio que produziu 5.000 lbf de empuxo.
Os estoques de armamento estariam sob a fuselagem em dois hardpoints semi-rebaixados para o míssil ar-ar AIM-7 Sparrow e um compartimento de armas interno para um AIM-7 adicional ou três mísseis AIM-9 Sidewinder.